# 李繼白
李繼白，字梦沙，直隸臨漳縣人，清朝政治人物。

## 生平
順治十二年（1655年）乙未科進士，历任户部员外郎。工詩，有《望古斋集》。